# 美国贵格会差会
美国贵格会差会（American Friend's Mission，AFO）是美国贵格会的海外传教机构。
美国贵格会差会在1887年传入中国，在江苏省南京、六合工作。
美国贵格会差会俄亥俄年议会在1887年12月14日派遣第一位传教士义白礼（Esther H. Butler）来华，1890年到江寧府（南京），在五台山下创立妇女学道馆。1891年，该会创立培珍女校。1908年，贵格会灵恩堂在慈悲社8号建成。
1898年，美国贵格会差会进入六合縣，以后成为主要工作区域（今日六合区基督教堂系源于貴格會传统）。1953年迁往台湾继续工作。
1919年，贵格会在江苏省有6名西教士，受餐信徒243人。